# Radiotelegrafie
Radiotelegrafia este o formă de radiocomunicație care constă în transmisiunea prin unde electromagnetice neghidate, în benzi de frecvență special alocate, a unor informații codate sau a unor impulsuri telegrafice.